# ۶۴۲ (قمری)
۶۴۲ (قمری)، ششصد و چهل و دومین سال در گاهشماری هجری قمری است. اول محرم این سال برابر با هشتم ژوئن سال ۱۲۴۴ میلادی است.

## رویدادها
در این سال مولانا جلال الدین بلخی و شمس تبریزی برای اولین بار همدیگر را ملاقات کردند.